# Boven Tjonger
De Boven Tjonger is een riviertje in de gemeente Ooststellingwerf in de provincie Friesland (Nederland).

## Beschrijving
De Boven Tjonger is de oorspronkelijke bovenloop van de gekanaliseerde Tjonger. Het water begint als voortzetting van het Haulerdiep (Hauler Diep), ten zuidoosten van Haule. Het loopt naar het westen, kruist de N918, de De Zwette. Vervolgens loopt het naar het zuiden en kruist bij Prandinga ten noordwesten van Oosterwolde het Grootdiep. Verderop ligt een onderleider onder de Opsterlandse Compagnonsvaart door. Deze verbindt de Boven Tjonger met de Tjonger en eindigt naast Sluis III.
De Boven Tjonger is 8,6 kilometer lang en vormde voor de kanalisatie van de Tjonger één rivier. Scheepvaart is niet mogelijk door de stuwen in de rivier. De Boven Tjonger wordt beheerd door het Wetterskip Fryslân, voorheen waren dat de waterschappen Sevenwolden, Tjonger Compagnonsvaarten en Boven Tjonger-Grootdiep.

## Naam
De Boven Tjonger wordt ook gespeld als Boven-Tjonger of Boventjonger. De Topografische Dienst van Kadaster Geo-Informatie vermeldt de waterloop als Boven Tjonger.

## Lochtenrek
Rond de beekdalen van deze Tjonger-uitloop zijn sites van jager-verzamelaars uit de oude en midden-steentijd aangetroffen, onder andere bij Jardinga en Prandinga en op de grens van Tjonger en Boven-Tjonger bij de locatie Lochtenrek, een laat-paleolitisch monument. De N381-brug over de Tjonger kreeg in 2017 de naam Lochtenrek.